# Battaglia di Chantonnay
La battaglia di Chantonnay è stata una battaglia della prima guerra di Vandea combattuta il 5 settembre 1793 a Chantonnay.

## Antefatti
Forti della loro vittoria nella battaglia di Luçon, i repubblicani avevano stabilito un campo trincerato a Roches-Baritaud sulla strada per Nantes.
Gli 8 000 soldati repubblicani comandati da Lecomte occupavano Roches, Chantonnay, Puybelliard e Pont-Charrault (entrambe sono fazioni di Chantonnay) e minacciavano Saint-Fulgent, Les Herbiers e Mortagne.
Per attaccarli Charles Augustin de Royrand chiese l'aiuto dell'esercito dell'Angiò, così il generalissimo Maurice d'Elbée si unì all'esercito del centro a Les Herbiers, insieme a Jacques de La Fleuriais, che sostituiva Bonchamps ferito, e Jean Nicolas Stofflet.

## La battaglia
L'esercito vandeano, forte di 18 000 uomini si mise in marcia durante la notte, alle 5 del mattino Royrand attaccò il forte di Roches con lo scopo però di bloccare la guarnigione al suo interno. Fleuriot attaccò Pont-Charrault, ma i repubblicani ripiegarono senza combattere allora Royrand attendeva una cannonata da Pont-Charraul prima di lanciare un attacco di massa. D'Elbée nel frattempo attaccava Puybelliard.
Lecomte inviò quindi il generale Marceau con due battaglioni in rinforzo a Puybelliard questi però erano insufficienti e presto Marceau chiese altri due battaglioni, ma fu inutile perché i vandeani avevano già preso Puybelliard e Chantonnay. Royrand decise allora di lanciare un attacco finale con l'artiglieria che bombardò il forte Roches per diverso tempo.
Alla fine le perdite repubblicane furono molto pesanti: 3 000 morti e 4 000 feriti contro i 1 500 vandeani, inoltre i 300 superstiti del battaglione dei Deux-Sèvres Le Vengeur che inizialmente erano stati fatti prigionieri, furono poi fucilati per vendicare i prigionieri vandeani che quello stesso battaglione, giustiziò al termine della battaglia di Luçon.